# Jaromír Plešek
Jaromír Plešek  (21. září 1927 – 2. dubna 2010) byl docent chemie na VŠCHT a badatel v oblasti anorganické chemie.
Vystudoval VŠCHT v roce 1950 a zajímal se o organickou chemii, avšak v roce 1958 byl po prověrkách před habilitací z VŠCHT vyhozen.
Pracoval jako vývojový pracovník v podniku Dental. Doktorát obhájil až v roce 1965. Později učil v ústavu anorganické chemie a na AV ČR, kde se zabýval chemií deltaedrálních sloučenin boru. V roce 1969 se habilitoval na docenta, jmenování obdržel až v roce 1995.
Byl členem Učené společnosti ČR a držitelem Zlaté Heyrovského medaile (1992) a Votočkovy medaile (1993). I v r. 2020 figuruje v Stanfordském přehledu celosvětově 2% nejcitovanějších vědců.